# Pseudochloroptila totta
Pseudochloroptila totta là một loài chim trong họ Fringillidae.